# Saint-Paul-des-Landes
 Saint-Paul-des-Landes  es una población y comuna francesa, situada en la región de Auvernia, departamento de Cantal, en el distrito de Aurillac y cantón de Aurillac-2.

## Demografía
| 539 | 615 | 789 | 1003 | 1105 | 1100 |
| Para los censos de 1962 a 1999 la población legal corresponde a la población sin duplicidades (Fuente: INSEE [Consultar]) |     |     |      |      |      |